# 1998 VC5
1998 VC5 är en asteroid i huvudbältet som upptäcktes den 11 november 1998 av den kroatiska astronomen Korado Korlević vid Višnjan-observatoriet.
Asteroiden har en diameter på ungefär 3 kilometer.